# Cicurina arcata
Cicurina arcata là một loài nhện trong họ Dictynidae.
Loài này thuộc chi Cicurina. Cicurina arcata được Ralph Vary Chamberlin & Wilton Ivie miêu tả năm 1940.